# Ritorno a Kauai
Ritorno a Kauai  (Tempted in originale, o secondo altre errate traslitterazioni Ritorno a Kavai e Ritorno a Kawai) è un film per la televisione del 2003, completamente girato nel Nuovo Galles del Sud in Australia e diretto dal regista Maggie Greenwald.

## Trama
Il film narra del viaggio di Emma Burke, arrivata a Kauai, un'isola delle Hawaii, conosce il nipote della donna che l'aveva cresciuta e si innamora di lui. Nello stesso luogo vive la sua vera madre.